# Fondmetal Fomet-1
O  Fomet-1  é o modelo da Fondmetal da temporada de 1991 da F1. Foi guiado por Olivier Grouillard e Gabriele Tarquini.
https://upload.wikimedia.org/wikipedia/ru/f/fb/Fondmetal_Fomet_F1_Mexico_1991.jpg